# Dienerella besucheti
Dienerella besucheti là một loài bọ cánh cứng trong họ Latridiidae. Loài này được Vincent miêu tả khoa học năm 1994.